# Ictericodes cashmerensis
Ictericodes cashmerensis är en tvåvingeart som först beskrevs av Friedrich Georg Hendel 1927.  Ictericodes cashmerensis ingår i släktet Ictericodes och familjen borrflugor. Inga underarter finns listade i Catalogue of Life.